# Laavvuvaara
Laavvuvaara är en kulle i Finland.   Den ligger i den ekonomiska regionen Norra Lappland och landskapet Lappland, i den norra delen av landet, 1 100 km norr om huvudstaden Helsingfors. Toppen på Laavvuvaara är 290 meter över havet.
Terrängen runt Laavvuvaara är platt.  Trakten runt Laavvuvaara är nära nog obefolkad, med mindre än två invånare per kvadratkilometer. Det finns inga samhällen i närheten. Omgivningarna runt Laavvuvaara är i huvudsak ett öppet busklandskap.